# Булаковский сельсовет
Булаковский сельсовет — упразднённая административно-территориальная единица, существовавшая на территории Московской губернии и Московской области до 1959 года.
Булаковский сельсовет был образован в первые годы советской власти. По данным 1918 года он входил в Булаковскую волость Дмитровского уезда Московской губернии.
13 октября 1919 года Булаковская волость была передана в Сергиевский уезд.
В 1922 году Булаковский с/с был передан в Шараповскую волость.
В 1926 году Булаковский с/с включал деревни Бартеньки, Батеевка, Булаково, Иконника, Коняево и Медведки.
14 января 1929 года Сергиевский уезд был отнесён к Центрально-Промышленной области, но деление на губернии сохранено.
3 июня 1929 года Шараповская волость была отнесена к Московскому округу, а Центрально-Промышленная область переименована в Московскую. Деление на уезды сохранено.
12 июля 1929 года Булаковский с/с был отнесён к Щёлковскому району, но деление на волости сохранено.
1 октября 1929 года Шараповская волость Сергиевского уезда Московской губернии была упразднена.
20 мая 1930 года Булаковский с/с был передан в Загорский район.
23 июля 1930 года Московский округ был упразднён и Загорский район перешёл в прямое подчинение Московской области.
27 октября 1935 года Булаковский с/с был возвращён в Щёлковский район.
14 июня 1954 года к Булаковскому с/с был присоединён Новленский с/с.
3 июня 1959 года Щёлковский район был упразднён и Булаковский с/с отошёл к Балашихинскому району.
31 июля 1959 года Булаковский с/с был переименован в Старопареевский с/с.